# Daphne and the Pirate
Pour plus de détails, voir Fiche technique et Distribution.
Daphne and the Pirate est un film américain réalisé par Christy Cabanne, sorti en 1916.

## Fiche technique
- Titre : Daphne and the Pirate
- Réalisation : Christy Cabanne
- Scénario : D. W. Griffith
- Photographie : William Fildew
- Pays d'origine : États-Unis
- Format : Noir et blanc - 1,33:1 - Film muet
- Genre : aventure
- Durée : 50 minutes
- Date de sortie : 1916

## Distribution
- Lillian Gish : Daphne La Tour
- Elliott Dexter : Philip de Mornay
- Walter Long : Jamie d'Arcy
- Howard Gaye : Prince Henri
- Lucille Young : Fanchette
- Richard Cummings : Francois La Tour
- Jack Cosgrave : Duc de Mornay
- Joseph Singleton
- W. E. Lawrence
- Jewel Carmen
- Tom Wilson : Pirate (non crédité)